# سان بييترو في تشرو
سان بييترو في تشرو (بالإيطالية: San Pietro in Cerro)‏ هي بلدية في مقاطعة بياتشنزا في إقليم إميليا رومانيا الإيطالي.

## السكان
في سنة 1861 بلغ عدد السكان 2٬215 نسمة، وتطور العدد ليصل في سنة 2011 لـ 926 نسمة.
يظهر هذا المخطط البياني تطور النمو السكاني لـ سان بييترو في تشرو